# ぼんち (音楽)
ぼんちは披岸克哉、いそべからなるバンド。

## メンバー
| 氏名     | パート | 在籍期間      | 備考 |
| -------- | ------ | ------------- | --- |
| 披岸克哉 | Vo, G  | 2013年 - 現在 | - 2013年にぼんちを結成。当初はくるりのコピーバンドとして活動していた。 - 2017年8月から2020年3月まで下北沢LIVEHOLICでブッキングを担当。 - 音楽レーベル・Remember Recordsを主宰。 - Podcast番組「SYAKUTORI」を運営。 |
| いそべ   | Key    | 2019年 - 現在 | - 「君のせい」「20世紀ノスタルジア」の作曲を担当。 - プラムラムのメンバー。 - 発叫バックビーツ、ばするうむ、ニューヤナセのサポートメンバー。                                                                       |

### 旧メンバー
| 氏名       | パート   | 在籍期間        | 参加作品                    |
| ---------- | -------- | --------------- | --------------------------- |
| 杉尾友果   | Key, Cho | 2017年 - 2018年 | - 6月 - スロータウン        |
| 小山田健剛 | B        | 2017年 - 2019年 | - 6月                       |
| 岡村たか   | B        | 2019年 - 2021年 |                             |
| 開輝之     | B        | 2021年 - 2021年 | - 夜の飛び方 - スロータウン |
| 油橋雄大   | Dr       | 2021年 - 2022年 | - 夜の飛び方 - スロータウン |

### サポートメンバー
| 氏名             | パート | 参加作品                          |
| ---------------- | ------ | --------------------------------- |
| 長山祐樹         | Dr     | - 6月                             |
| chiaki           | Cho    | - 6月                             |
| 加藤由悠         | Perc   | - 6月 - 夜の飛び方 - スロータウン |
| 朝倉沙枝         | Cho    | - 夜の飛び方                      |
| あいざわまんぼう | B      | - スロータウン                    |
| あべまえば       | Cho    | - スロータウン                    |
| ひかり           | Cho    | - スロータウン                    |

## 略歴
2018年
6月13日 - 1st シングルの表題曲「6月」のミュージックビデオを公開。五味未知子（ex. なんキニ!）が主演、アヅマシゲキが監督を務める。
6月23日 - 1st シングル「6月」をリリース。レコ発ライブ「彼女はたぶん、魔法を使う」を開催。同公演にはぼんちのほか、Hamabe、みなとまち、potatopotatoが出演した。なお本作のレコーディング、ミキシングはタカユキカトー（色々な十字架、ex. ひらくドア）、ジャケットイラストは三上唯、CDのマスタリングはタカユキカトー、配信音源のマスタリングは塩田浩が手がけた。
9月 - 杉尾友果（Key）が脱退。
2019年
2月 - 磯辺慎太郎（Key）が加入。
3月 - 小山田健吾（B）が脱退。
12月 - 岡村たか（B）が加入。
2021年
2月 - ひらきてるゆき（B）と油橋雄大（Dr）が加入、岡村たかが脱退。
4月20日 - 1st EP「夜の飛び方」の収録曲「20世紀ノスタルジア」を配信リリース。朝倉沙枝（パルプ・フィクション）がコーラス、加藤由悠（湾岸ソルティ）がパーカッションで参加。
4月28日 - 「20世紀ノスタルジア」のミュージックビデオを公開。
5月17日 - FMヨコハマ「KANAGAWA MUSIC LAND」で「夜の飛び方」の収録曲「こうもりの気分で」がオンエアされる。
5月28日 - 「夜の飛び方」をカセットテープでリリース。レコーディングとミキシングはいのけん、マスタリングは風間萌、ジャケットイラストは近藤康平が手がけた。
10月1日 - 「こうもりの気分で」を配信リリース。ジャケットイラストはたざきたかなりが担当。
2022年
6月8日 - 1stミニアルバム「スロータウン」の収録曲「ダウンタウンを離れれば」を配信リリース。
6月15日 - 「スロータウン」をCDでリリース。レコーディングとミキシングはタカユキカトー、マスタリングは中村宗一郎、ジャケットイラストはわたぬきけいが手がけた。
6月25日 - 「スロータウン」のレコ発ライブ「マイ・フェイバリット・ブルー」を開催。あべまえばとPlanqueがゲスト出演。
7月 - 披岸克哉と油橋雄大がFMヨコハマ「KANAGAWA MUSIC LAND」、TOKYO FM「RADIO DRAGON -NEXT-」にゲスト出演。
8月10日 - 「スロータウン」の収録曲「リバーズ・エッジ」を配信リリース。
9月 - JFN系25局で放送中の番組「川谷絵音の約30分我慢してくれませんか」で「ダウンタウンを離れれば」がオンエアされる。
12月24日 - 「スロータウン」を配信リリース。
2023年
11月4日 - 「ダウンタウンを離れれば」のミュージックビデオを公開。監督は義澤侑城が務めた。
11月26日 - 油橋雄大が脱退。

## ディスコグラフィ

### ミニアルバム
- 「スロータウン」（2022年6月リリース）[1]

### EP
- 「夜の飛び方」（2021年6月リリース）[14]

### シングル
- 「6月」（2018年6月リリース）[8]
- 「20世紀ノスタルジア」（2021年4月リリース）[26]
- 「こうもりの気分で」（2021年10月リリース）[32]
- 「ダウンタウンを離れれば」（2022年6月リリース）
- 「リバーズ・エッジ」（2022年8月リリース）